# Fiat 2000
O Fiat 2000 foi um tanque pesado do exército italiano de uso na Primeira Guerra Mundial, tinha um design considerado avançado para época.